# Science on Stage Deutschland
Science on Stage Deutschland e.V. ist ein gemeinnütziger Verein mit Sitz in Berlin. Der Verein bietet Lehrkräften der MINT-Fächer eine Plattform für den europaweiten Austausch von Unterrichtsideen. Er ist Teil des Netzwerkes Science on Stage Europe.

## Geschichte
Der Verein in der heutigen Form ist im Jahre 2003 aus dem deutschen Organisationskomitee der europäischen Initiative „Science on Stage“, die von den sieben größten Forschungsorganisationen (Europäische Weltraumorganisation (ESA), CERN, Institut Laue-Langevin (ILL), ESRF, ESO, EFDA, European Molecular Biology Laboratory (EMBL); zusammengeschlossen im EIROforum) auf EU-Ebene durchgeführt wurde, hervorgegangen.
Der Verein arbeitet in einer Bürogemeinschaft inhaltlich und organisatorisch eng mit dem Verein mathematisch-naturwissenschaftlicher Excellence-Center an Schulen (MINT-EC) zusammen. Im Jahr 2010 wurde Science on Stage Deutschland von der Initiative Deutschland – Land der Ideen als Ort der Ideen ausgezeichnet. Im Jahr 2012 wurde der gemeinnützige Verein Science on Stage Europe e.V. gegründet, in dem Science on Stage Deutschland neben mehr als 30 weiteren Nationen Mitglied ist.

## Ziele
Ziel des Vereins ist es, Lehrkräften der Naturwissenschaften, Technik und Informatik den Austausch mit Kollegen in Deutschland und Europa zu ermöglichen. Lehrkräfte tauschen bei Aktivitäten des Vereins Lehrkonzepte und Materialien aus und vernetzen sich.
Dadurch soll der Unterricht in den MINT-Fächern verbessert und der Nachwuchs gefördert werden. Lehrkräfte können sich für die Teilnahme an verschiedenen Aktivitäten bewerben.

## Aktivitäten
- Europäisches Science on Stage Festival: Alle zwei Jahre findet ein Bildungsfestival für MINT-Lehrkräfte aus Europa an wechselnden Standorten statt. Etwa 350 Lehrkräfte aus 25 Ländern kommen zusammen, um Unterrichtskonzepte auszutauschen und neue Ideen zu erhalten.
- Nationales Science on Stage Festival: Zur Auswahl der deutschen Delegation für das europäische Festival führt Science on Stage Deutschland alle zwei Jahre ein nationales  Festival durch. Etwa 100 deutsche Lehrkräfte aus dem ganzen Bundesgebiet stellen dort ihre Projekte an Ständen vor.
- Lehrerfortbildungen: Der Verein führt regelmäßig Lehrerfortbildungen durch. Die Referenten sind Lehrkräfte aus Deutschland und Europa mit besonderen Unterrichtskonzepten.
- Lehreraustauschprogramm: Über den Dachverein Science on Stage Europe e.V. werden Reisestipendien vergeben.
- Exkursionen: Es werden Exkursionen zu Projekten mit Modellcharakter gefördert.
- Lehrerprojekte: In internationalen Arbeitsgruppen entwickeln Lehrkräfte aus verschiedenen Ländern ungewöhnliche Unterrichtskonzepte. Diese werden in Form von kostenlosen Broschüren veröffentlicht (bisher erschienen: Teaching Science in Europe 1-3, iStage 1: Informations- und Kommunikationstechnologien (IKT) in den Naturwissenschaften, Laternenmond und heiße Ohren, iStage 2: Smartphones im naturwissenschaftlichen Unterricht, iStage 3: Fußball im MINT-Unterricht, Lilus Haus – Sprachförderung mit Experimenten, Coding im MINT-Unterricht)

## Nationales Science on Stage Festival
Hier wird die deutsche Delegation für das Science on Stage Festival Europa ermittelt.
23. bis 26.10.2008 in Berlin 

13. bis 15.11. 2020 in Karlsruhe 

29.9. bis 1.10.2023 in Bayreuth 

26. bis 28.9. 2025 in Radebeul 

## Science on Stage Festival Europa
Das europäische Festival für MINT-Lehrkräfte findet alle zwei Jahre an wechselnden Standorten statt. Dort kommen etwa 350 Lehrkräfte aus 25 Ländern zusammen, um innovative Unterrichtsideen und neue Lehransätze an Ständen, in Workshops und auf der Bühne vorzustellen. Die Veranstaltungsorte waren bzw. sind
21. bis 25.11.2005 Genf (CERN)  

2008 Berlin 

2011 Kopenhagen 

2013 Słubice/Frankfurt (Oder) 

2015 London 

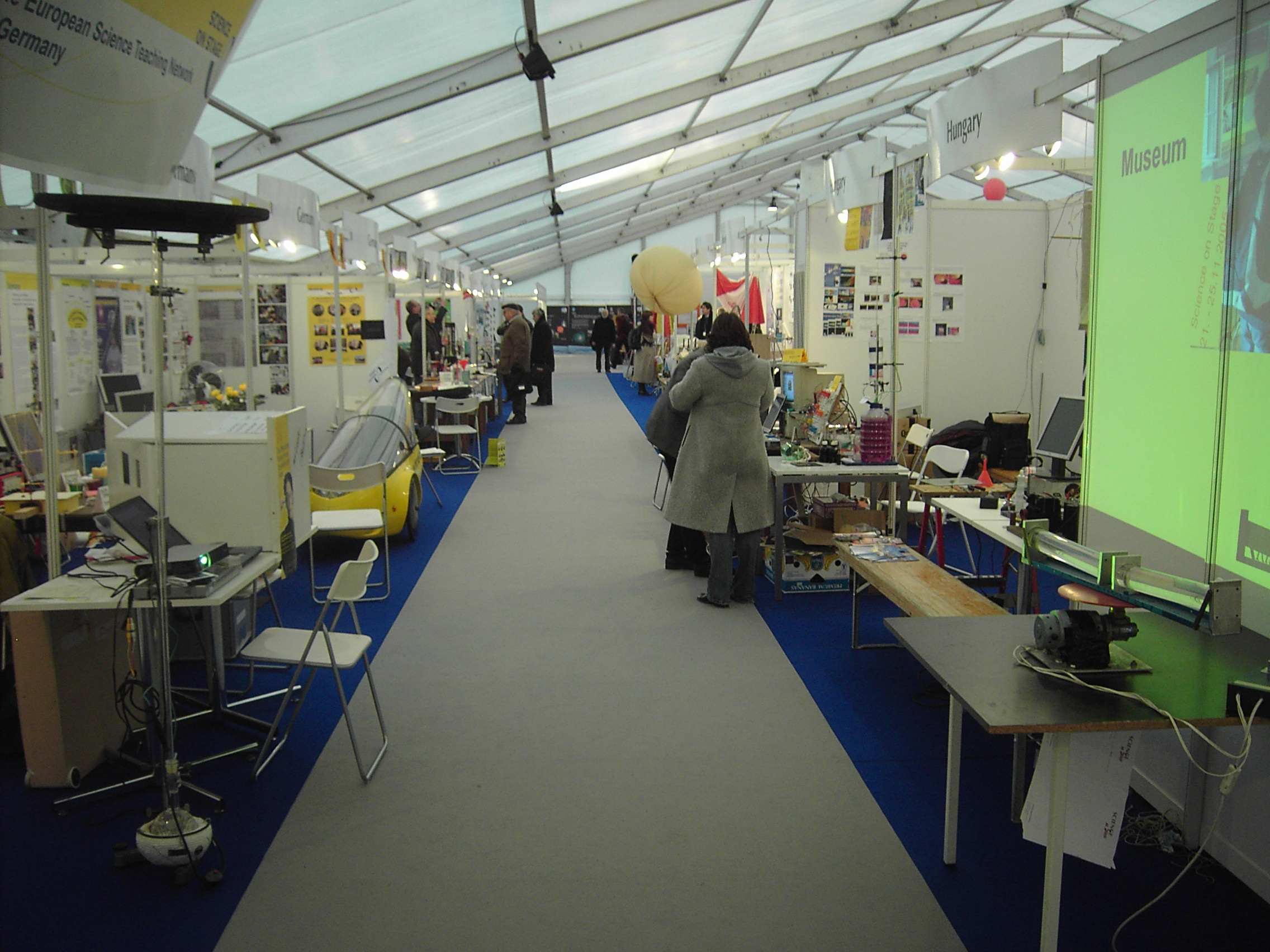
Science on Stage Festival 2005, vorne links der deutsche Stand

31.10. bis 3.11. 2019 Cascais, Portugal 

24. bis 27.3. 2022 Prag, Tschechische Republik 
 
12. bis 15.8. 2025 Turku, Finnland.

## Unterrichtsmaterial
Science on Stage Deutschland bietet mehrsprachige Unterrichtsmaterialien für Lehrkräfte von der Vorschule bis zur Sekundarstufe II an. Die Materialien und Broschüren wurden von Lehrkräften für Lehrkräfte aus verschiedenen europäischen Ländern entwickelt. Die Unterrichtsmaterialien stehen Lehrkräften zum Download zur Verfügung und können kostenfrei bestellt werden.

## Evaluation
Zwischen 2008 und 2012 haben Tanja Tajmel und Ingo Salzmann von der Humboldt-Universität zu Berlin eine Evaluierungsstudie zu Science on Stage durchgeführt. Die Ergebnisse der Auswertung belegen, dass die Initiative zu einem aktiven europäischen Austausch von Bildungskonzepten beiträgt.
Die Ergebnisse zeigen: Rund 80 Prozent der Teilnehmer von Science on Stage-Veranstaltungen setzen die gesehenen Unterrichtsideen in der Praxis um. Rund 70 Prozent der Lehrkräfte gaben an, nach der Teilnahme mehr Motivation und Freude an ihrem Beruf gewonnen zu haben. Doch nicht nur Anregungen, auch international gewonnene Kontakte werden von den Pädagogen geschätzt und gepflegt. Jeder zweite Teilnehmer hat zudem Ideen, die er bei Science on Stage gesammelt hat, in Fortbildungsveranstaltungen implementiert und somit zur Verbreitung beigetragen.

## Förderer
Science on Stage Deutschland e.V. wird maßgeblich gefördert von think ING., der Initiative für den Ingenieurnachwuchs des Arbeitgeberverbandes Gesamtmetall.
Zu den weiteren Förderern des Vereins zählen unter anderem die Vector Stiftung, SAP, Jugend forscht, das Bundesministerium für Bildung und Forschung, die Siemens Stiftung, die Robert-Bosch-Stiftung, die Heidehof Stiftung und Intel.